# Бенгтссон, Стеллан
Стеллан Бенгтссон, (швед. Stellan Bengtsson; род. 26 июля 1952, Фалькенберг) — шведский игрок в настольный теннис, левша. Бывший чемпион мира и Европы в одиночном разряде. Стеллан Бенгтссон стал первым шведским игроком, выигравшим титул чемпиона мира по настольному теннису в одиночном разряде. Единственный шведский игрок в настольный теннис, которому удалось стать чемпионом мира и Европы в одиночном, в парном и в командном разрядах. Экс первая ракетка мира (1971). Семикратный чемпион Швеции в одиночном разряде. Спортсмен 213 раз представлял сборную Швеции на различных турнирах.

## Биография
Стеллан Бенгтссон начал играть в настольный теннис в возрасте 8 лет. С 16 лет (1968) спортсмен начал выступать в соревнованиях профессионалов. В 1968 году стал чемпионом Европы в составе сборной Швеции. Через два года вновь стал чемпионом Европы в составе сборной Швеции.
В 1971 году Бенгтссон стал чемпионом мира в одиночном разряде, обыграв в финале действующего чемпиона мира, японца Сигео Ито. Бенгтссон стал первым европейским игроком, завоевавшим титул после 1953 года, нарушив тем самым 17-летнюю гегемонию азиатских игроков. Победа имела дополнительное значение, поскольку в том чемпионате, впервые после 1965 года приняли участие игроки из Китая.
В 1972 года Стеллан стал чемпионом Европы в одиночном разряде. На этом же турнире он завоевал золотую медаль в составе сборной Швеции (командный турнир). На ЧМ-1973 игрок вновь стал чемпионом мира в составе сборной Швеции (командный турнир), а также завоевал золотую медаль в паре с товарищем по сборной Швеции Челлем Юханссоном. В этом же году Бенгтссон впервые стал чемпионом Швеции в одиночном разряде. На чемпионатах Европы 1974 и 1980 годов спортсмен вновь стал чемпионом Европы в составе сборной Швеции. На ЧЕ-1976 он также завоевал золотую медаль в парном разряде, с товарищем по сборной Швеции Кьелем Йоханссоном.
В честь своей победы на ЧМ-1971 игрок был награждён золотой медалью Svenska-Dagbladet. В 2006 году в ратуше его родного города Фалькенберга была установлена статуя, изображающая спортсмена. Позже планируется перенести статую в новую закрытую атлетическую арену города.

## Стиль игры
Бенгтссон — левша, и держал ракетку европейской хваткой. Из-за своих небольших габаритов любители спорта прозвали игрока «мини»-Стеллан (Mini-Stellan).